# Gare de Nogent-l’Artaud - Charly
Gare de Nogent-l'Artaud - Charly vasútállomás Franciaországban, Nogent-l’Artaud településen.

## Vasútvonalak
Az állomást az alábbi vasútvonalak érintik:
- Párizs-Strasbourg-vasútvonal

## Kapcsolódó állomások
A vasútállomáshoz az alábbi állomások vannak a legközelebb:
- Gare de Nanteuil - Saâcy (Paris Gare de l’Est, ligne P)
- Gare de Chézy-sur-Marne (Gare de Château-Thierry, ligne P)